# Sphaeroniscus frontalis
Sphaeroniscus frontalis is een pissebed uit de familie Scleropactidae. De wetenschappelijke naam van de soort is voor het eerst geldig gepubliceerd in 1912 door Richardson.